# Joseph Levering

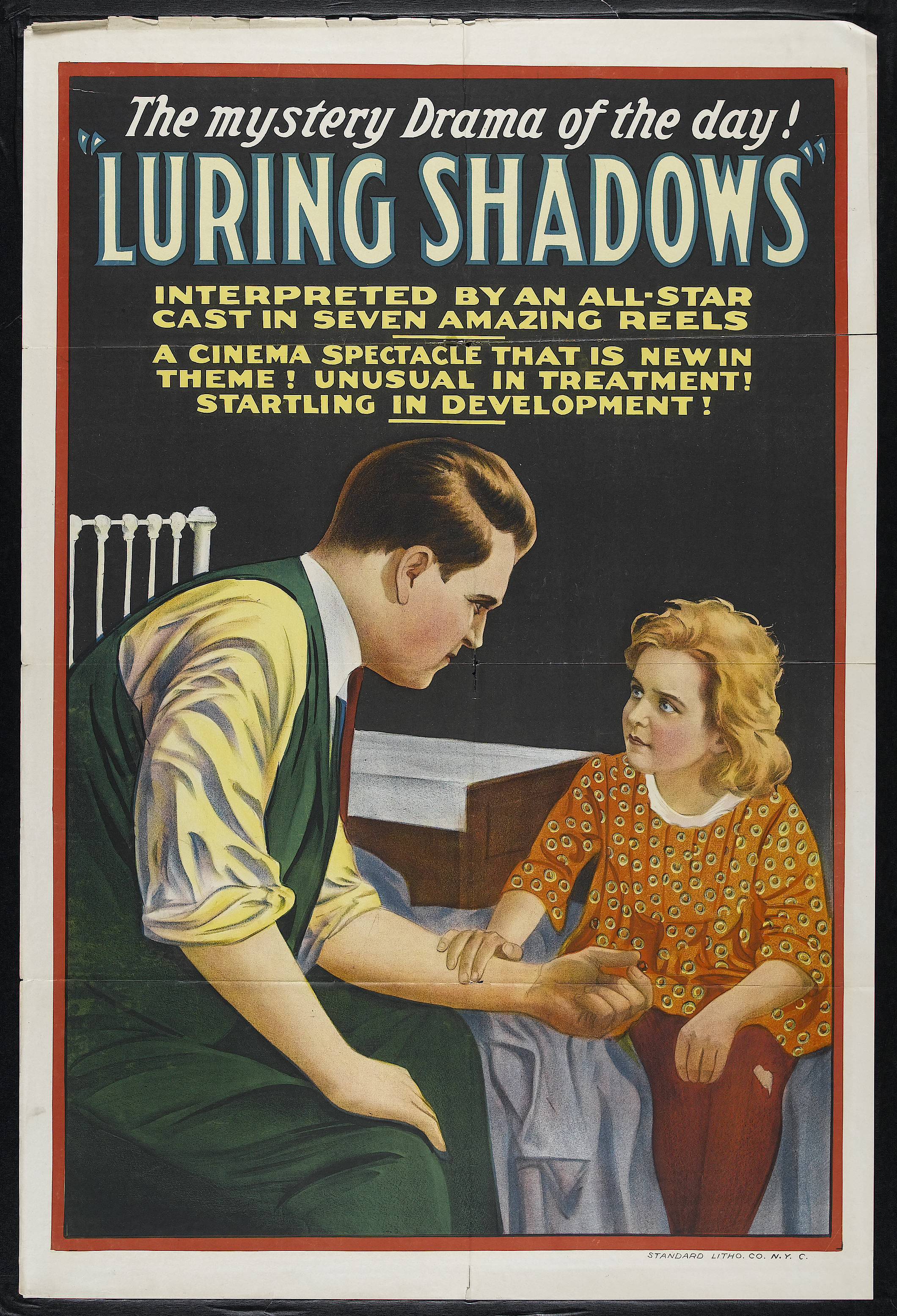
Luring Shadows (1920).

Joseph Levering, o Joseph M. Levering (Columbus, 20 luglio 1874 – Kansas City (Missouri), 27 agosto 1943), è stato un regista, attore e sceneggiatore statunitense.

## Biografia
Nato nell'Indiana, Joseph Levering ha iniziato a lavorare nel cinema come attore nel 1911 in un cortometraggio prodotto dall'Edison Company. Il suo esordio da regista risale al 1914 quando firma il suo primo film che gira in collaborazione con Willard Louis per la Lubin Manufacturing Company. Levering è stato collaboratore anche di Cecil B. DeMille: nella sua carriera, durata fino al 1939, ha diretto trentadue pellicole, ne ha interpretato venticinque e ha partecipato a cinque film come soggettista o sceneggiatore.

## Filmografia

### Regista
- Back to the Farm, co-regia di Will Louis - cortometraggio (1914)
- What Would You Do? (1914)
- The Cup of Chance (1915)
- Tides of Time (1915)
- Paying the Price (1916)
- Little Miss Fortune (1917)
- The Road Between (1917)
- The Little American, co-regia di Cecil B. DeMille (1917)
- The Little Samaritan (1917)
- The Victim (1917)
- The Transgressor ([1918)
- Luring Shadows (1920)
- His Temporary Wife (1920)
- Husbands and Wives (1920)
- Determination (1922)
- Flesh and Spirit (1922)
- Finger Prints (1923)
- The Tie That Binds (1923)
- Who's Cheating? (1924)
- Lilies of the Streets (1925)
- Unrestrained Youth (1925)
- Sea Devils (1931)
- La cautivadora (1931)
- Defenders of the Law (1931)
- Cheating Blondes (1933)
- Rolling Caravans (1938)
- Stagecoach Days (1938)
- Pioneer Trail (1938)
- Phantom Gold (1938)
- In Early Arizona (1938)
- Frontiers of '49 (1939)
- Lone Star Pioneers (1939)
- The Law Comes to Texas (1939)

### Attore (parziale)
- The Awakening of John Bond, regia di Oscar Apfel e Charles Brabin - cortometraggio (1911)
- How Sir Andrew Lost His Vote, regia di Ashley Miller - cortometraggio (1911)
- A Western Girl's Dream - cortometraggio (1912)
- Saved at the Altar - cortometraggio (1912)
- The Lass of Gloucester - cortometraggio (1912)
- The Simple Life - cortometraggio (1912)
- The Country Boy - cortometraggio (1912)
- The Three Bachelors' Turkey - cortometraggio (1912)
- The Great Steeplechase - cortometraggio (1912)
- The Beach Combers - cortometraggio (1912)
- In the Power of Blacklegs - cortometraggio (1913)
- Kelly from the Emerald Isle, regia di Edward Warren - cortometraggio (1913)
- The Pit and the Pendulum, regia di Alice Guy - cortometraggio (1913)
- Brennan of the Moor, regia di Edward Warren  - cortometraggio (1913)
- Gratitude - cortometraggio (1913)
- The Soul of Man - cortometraggio (1913)
- The Fight for Millions, regia di Herbert Blaché (1913)
- The Lame Man  - cortometraggio (1913)
- The Rogues of Paris, regia di Alice Guy  - cortometraggio (1913)
- The Star of India, regia di Herbert Blaché (1913)
- Ben Bolt, regia di Howell Hansel (1913)
- Shadows of the Moulin Rouge, regia di Alice Guy (1913)
- The Dream Woman, regia di Alice Guy (1914)
- A Fight for Freedom; Or, Exiled to Siberia (1914)
- The Line-Up at Police Headquarters, regia di Frank Beal (1914)
- The Temptations of Satan, regia di Herbert Blaché (1914)
- The Room Between  - cortometraggio (1915)
- Back to the Farm, regia di Joseph Levering - cortometraggio (1915)
- The Shop Nun  - cortometraggio (1915)
- The Spender - cortometraggio (1915)
- The Vivisectionist  - cortometraggio
- The Turning Point - cortometraggio (1915)
- The Haunted Manor, regia di Edwin Middleton (1916)
- The Tortured Heart, regia di Will S. Davis (1916)
- Paying the Price, regia di Joseph Levering - cortometraggio (1916)
- Sporting Chance